# Salvadora bairdi
Salvadora bairdi är en ormart som beskrevs av Jan 1860. Salvadora bairdi ingår i släktet Salvadora och familjen snokar. IUCN kategoriserar arten globalt som livskraftig. Inga underarter finns listade i Catalogue of Life.
Arten förekommer i bergstrakter i centrala Mexiko. Utbredningsområdet ligger 1200 till 2400 meter över havet. Habitatet utgörs av torra skogar och dessutom besöks jordbruksmark. Salvadora bairdi äter grodor, små ödlor och små däggdjur. Honor lägger ägg.